# Links

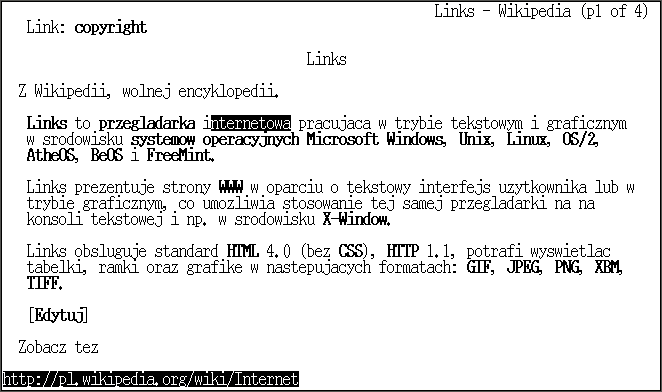
Przeglądarka Links 2.1pre15 (tryb tekstowy)

Links – przeglądarka internetowa pracująca w trybie tekstowym i graficznym w środowisku systemów operacyjnych Linux, Unix, OS/2, AtheOS, BeOS, FreeMiNT i Microsoft Windows.
Links prezentuje strony WWW w oparciu o tekstowy interfejs użytkownika lub w trybie graficznym, co umożliwia stosowanie tej samej przeglądarki na konsoli tekstowej i np. w środowisku X-Window.
Links obsługuje standard HTML 4.0 (bez CSS), HTTP 1.1, potrafi wyświetlać tabelki, ramki oraz grafikę w następujących formatach: GIF, JPEG, PNG, XBM, TIFF.